# Pietro Giordani
Pietro Giordani (Piacenza, 1º gennaio 1774 – Parma, 2 settembre 1848) è stato uno scrittore italiano.
Partito da idee conservatrici, la sua esperienza intellettuale lo portò in seguito ad avvicinarsi a esperienze progressiste. Amante della classicità, negli antichi egli vedeva la strada per diffondere cultura e nuove idee nella popolazione. Le personalità risorgimentali lo considerarono un maestro di patriottismo per i suoi principi progressisti. Massone filadelfo del Grande Oriente d'Italia, fu amico del giovane Giacomo Leopardi,
di cui intuì molto presto la grandezza e le capacità poetiche.

## Biografia

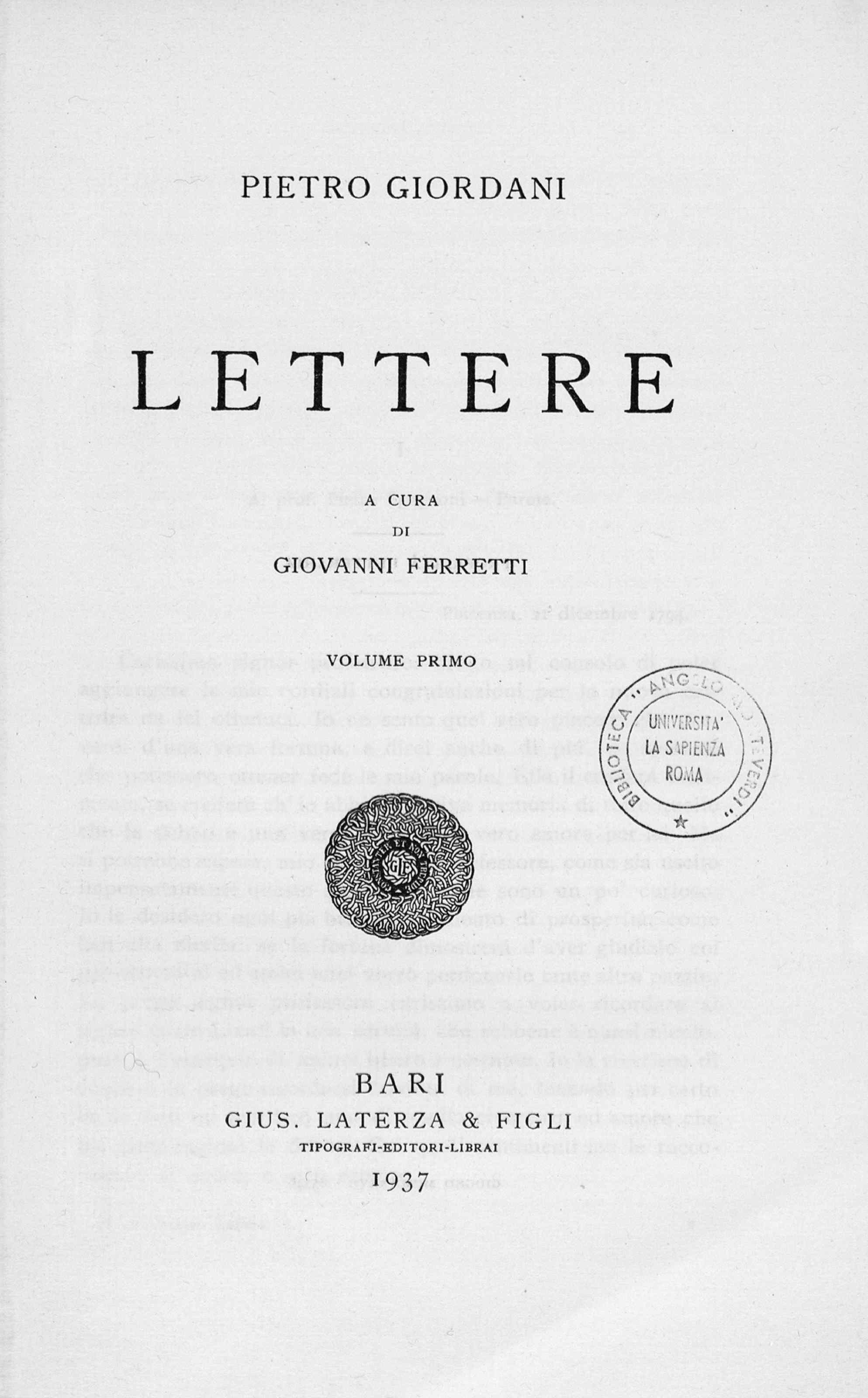
Lettere e carteggi

Entrato nel 1797 nel monastero benedettino di San Sisto, a Piacenza, ne uscì senza aver preso gli ordini. Favorevole al regime napoleonico, nel 1807 scrisse un Panegirico alla sacra Maestà di Napoleone e l'anno dopo ottenne la carica di protosegretario dell'Accademia di Belle Arti di Bologna, che dovette lasciare nel 1815, con l'avvento della Restaurazione, a causa delle sue idee liberali.
Nel febbraio del 1817, Giacomo Leopardi inviò tre copie della propria personale traduzione dell'Eneide virgiliana ad Angelo Mai, Vincenzo Monti e Pietro Giordani, i maggiori esponenti del classicismo italiano. 
Mentre i primi due si limitarono a una gentile risposta, il piacentino si rese fin da subito disponibile al colloquio. Così nel 1817 iniziò un solido e intenso rapporto epistolare con Giacomo Leopardi, cui fece visita nel settembre 1818 accompagnandolo, nel suo primo viaggio fuori da Recanati, a Macerata. Giordani incoraggiò e favorì la conoscenza del Recanatese negli ambienti culturali, e i due ebbero grande stima e affetto l'uno per l'altro: il giovane poeta lo definì "cara e buona immagine paterna" (dal verso 83 del canto XV dell'Inferno di Dante).
L'eredità lasciatagli dal padre nel 1817 gli garantì indipendenza economica e di conseguenza anche di pensiero. Risiedette a Piacenza, a Bologna e a Milano, dove fu redattore, con Vincenzo Monti, Giuseppe Acerbi e il geologo Scipione Breislak, della rivista classicista La Biblioteca italiana, che abbandonò a causa delle simpatie austriache del direttore Acerbi; a Firenze si abbonò nel 1823 all'Antologia di Giovan Pietro Vieusseux, rivista liberale, nella quale nel gennaio 1825 pubblicò una lettera al marchese Gino Capponi, per l'iniziativa di una "Scelta de' prosatori italiani", collezione di opere dei più importanti autori, da Dante Alighieri ai contemporanei, in volumi che "non costino più di 24 scudi". Manterrà tuttavia un atteggiamento distaccato nei confronti della rivista, che propugnava un rinnovamento radicale della funzione dell'intellettuale, visto come organico fiancheggiatore dello sviluppo borghese. Giordani non riusciva ad accettare l'idea di una cultura economicamente razionalizzata e di un mercato delle lettere, conseguentemente alla sua concezione aristocratica del perfetto poeta.
Dopo la sconfitta dei moti del 1821 succedette un periodo di ripiegamento. Gli intellettuali abbandonarono la prospettiva rivoluzionaria per quella riformista e il centro della cultura progressista passò da Milano a Firenze, dalla rivista Il Conciliatore all'Antologia: i moti del 1831 troveranno assenti gli intellettuali e anche il Giordani assumerà una posizione di sfiducia. Nota è la stroncatura postuma che Giordani fece di Ugo Foscolo (morto nel 1827) di cui scrisse nel 1831: "pessimo di cuore, mediocre assai d'ingegno".
Negli ultimi anni risiedette a Parma, dove fu incarcerato per tre mesi nel 1834 e dove morì nel 1848, proprio durante il provvisorio successo della sollevazione anti–austriaca.

## La polemica fra classicismo e romanticismo
Il 1º gennaio 1816, nel primo numero de La Biblioteca italiana, appariva, su sua traduzione, un articolo di Madame de Staël dal titolo "Sulla maniera ed utilità delle traduzioni", con il quale la scrittrice invitava gli italiani ad uscire dall'isolamento e dal provincialismo delle loro tradizioni letterarie, abbandonando il loro continuo riferimento a una ormai logora e anacronistica mitologia per accostarsi alla moderna letteratura straniera. Era un'accusa di arretratezza ai letterati italiani, eruditi che andavano "continuamente razzolando nelle antiche ceneri, per trovarvi forse qualche granello di oro".
“Un italiano” risponde al discorso della Stael è il titolo dell'articolo nel quale Giordani, nel numero di aprile della rivista, oppone un netto rifiuto all'invito della Stael. Quale aiuto potevano offrire gli autori oltremontani al compito più urgente di un letterato italiano, che è il ritorno alla purezza linguistica? L'articolo della Stael gli offre l'occasione di enunciare il principio fondamentale del classicismo: l'esistenza di una perfezione nell'arte, raggiunta la quale non resta che rifarsi a quelle opere perfette, pena la decadenza. I letterati italiani già da secoli imitavano i poeti classici e l'imitazione degli stranieri avrebbe invece offuscato l'italianità dell'espressione letteraria.
“Le scienze hanno un progresso infinito e possono ogni dì trovare verità prima non sapute. Finito è il progresso delle arti: quando abbiano e trovato il bello e saputo esprimerlo, in quello riposano”. La perfezione, per il Giordani, fu raggiunta dai greci e dai latini e poi dagli italiani. Ammette che vi siano molteplici gusti ma questi sono conformi al diverso carattere dei popoli e proprio per questo il gusto italiano, erede del gusto greco–romano, è estraneo a quello inglese o tedesco.
“Si potrebbe molto disputare se sia veramente bello tutto ciò che alcuni ammirano ne' poeti inglesi e tedeschi; e se molte cose non siano false o esagerate e però brutte: ma dìasi che tutto sia bello; non per questo può riuscir bello a noi, se lo mescoliamo alle cose nostre. O bisogna cessare affatto d'essere italiani, dimenticare la nostra lingua, la nostra istoria, mutare il nostro clima e la nostra fantasia: o, ritenendo queste cose, conviene che la poesia e la letteratura si mantenga italiana; ma non può mantenersi tale, frammischiando quelle idee settentrionali, che per nulla si possono confare alle nostre…non dico che non possa ragionevolmente un italiano voler conoscere le poesie e le fantasie de' settentrionali, come può recarsi personalmente a visitare i loro paesi; ma nego che quelle letterature (comunque verso di sé belle e lodevoli) possano arricchire e abbellire la nostra poiché sono essenzialmente insociabili. Altro è andare nel Giappone per curiosità di vedere quasi un altro mondo dal nostro. Altro è tornati di là volere tra gli italiani vivere alla giapponese... Studino gli italiani nei propri classici, nei latini e nei greci, dei quali nell'italiana più che in qualunque altra letteratura possono farsi begli innesti; poiché ella è pure un ramo di quel tronco; laddove le altre hanno tutt'altra radice.”
L'anno dopo Giordani lesse per la prima volta le tragedie di Shakespeare, ricavandone una forte impressione:

In contraddizione con le sue precedenti prese di posizione, ritenne che sarebbero di profitto ai poeti italiani: 

## La poesia dialettale
Nel 1816, a Milano, erano state pubblicate le poesie in dialetto milanese di Domenico Balestrieri, primo volume della Collezione delle migliori opere scritte in dialetto milanese, che intendeva riunire in dodici volumi la tradizione letteraria milanese, dal cinquecentesco Gian Paolo Lomazzo a Carlo Maria Maggi, al Parini fino al contemporaneo Carlo Porta.
Pietro Giordani, nel secondo numero della Biblioteca Italiana (febbraio 1816), condannò l'iniziativa dell'editore Francesco Cherubini, in cui vedeva l'affermazione del particolarismo italiano che egli voleva superare con l'uso della comune lingua nazionale, solo "istrumento a mantenere e diffondere la civiltà" e premessa al miglioramento delle classi inferiori della società. Per quanto favorevole alla composizione di vocabolari dialettali che favorissero l'apprendimento della lingua italiana, i dialetti, "sufficienti all'uso domestico, al minuto popolo e alle minute contrattazioni, inetti anzi nocivi alla civiltà e all'onore della nazione", non potevano acquisire dignità letteraria. Lo stesso problema irrisolto dell'unità nazionale si univa per lui al problema della diffusione di una lingua comune fra tutte le popolazioni italiane.
In risposta, Carlo Porta non perse naturalmente l'occasione di indirizzargli dodici sonetti satirici, chiamandolo abaa don Giovan.

## Conclusioni
Gli scritti, quasi tutti d'occasione, mostrano la sua adesione al classicismo linguistico, a un'eloquenza equilibrata e controllata nella forma, e quella retorica non è vuota, vi è rigore, partecipazione ai problemi culturali, educativi, c'è polemica contro il pregiudizio e l'oscurantismo, c'è un aggressivo ma non angusto e banale anticlericalismo, c'è l'invito a partecipare e comprendere il proprio tempo, con lo studio della storia e dell'economia. Per questo motivo l'idea di letteratura nel Giordani, malgrado la comune matrice classicista, è lontanissima da quella del Monti: l'impegno letterario deve essere affermazione di virtù, ricerca di verità, educazione civile; la poesia non deve essere svago ozioso, la scienza dev'essere studiata prima del latino, l'insegnamento deve integrare lavoro manuale e intellettuale, lo studio della storia contemporanea anteposto a quello dell'antichità.
In lui la fede nella felicità dell'umanità, una volta che sia liberata da pregiudizi e da oppressioni, si alterna a una visione desolata dell'infelicità umana e tuttavia, senza nulla concedere a illusioni trascendenti, sollecita il Leopardi alla necessità di impegnarsi almeno al superamento pratico, se non teorico, del pessimismo, a non farsi dominare da una filosofia che inibisca la volontà.
Vi è dunque in lui una contraddizione tra l'educazione retorica e l'urgenza di rinnovamento, nella sua convinzione di ricavare dalla lezione degli antichi uno stimolo al progresso culturale della popolazione. Ma è la contraddizione della storia italiana a vivere anche in lui: non trovando elementi progressivi nella società, economicamente arretrata e povera di forze sociali innovative, s'illude che il valore indiscusso della tradizione letteraria italiana possa essere di per sé un fattore di progresso. Certa freddezza di eloquenza deriva anche dalla sua stessa consapevolezza che concetti e parole non corrispondano alla povertà della realtà che gli sta di fronte; di qui, malgrado il rigore morale e la generosità intellettuale, una ristrettezza di orizzonti e un provincialismo non superato.
Egli stesso ebbe probabilmente coscienza dell'insufficienza della sua opera complessiva, frammentata in molti interventi, disorganica nell'insieme e inetta a dare immediatamente, a chi vi si accosti, una visione limpida della sua personalità intellettuale; forse per questo scrisse: "Se vorranno mettere una pietra su queste povere ossa, raccomando che vi si scrivano queste sole parole: non fu conosciuto Pietro Giordani".

## Opere
- Descrizione del Foro Bonaparte, 1806
- Sullo stile poetico del signor marchese di Montrone, 1807
- Panegirico alla sacra maestà di Napoleone, 1807
- Panegirico ad Antonio Canova, 1810
- Sulla vita e sulle opere del cardinal Sforza Pallavicino, 1810
- Sopra un dipinto del cav. Landi e uno del cav. Camuccini, 1811
- Discorso per le tre legazioni riacquistate dal papa, 1815
- L'Alicarnasso del Mai, 1816
- Sopra tre poesie dipinte a fresco, 1832
- Proemio al terzo volume delle opere di Giacomo Leopardi, 1845
- Lettere inedite di Pietro Giordani a Lazzaro Papi con un frammento inedito (Sulle varie forme di governo) di quest' ultimo, 1851 (postumo), Tipografia Baccelli, Lucca, 1851

Scrisse inoltre orazioni, elogi, prefazioni, lettere e scritti vari. Tra le più famose iscrizioni quella scritta per la prima volta nel 1829 sulla porta d'una scuola d'insegnamento mutuo nella villa Puccini, a un miglio presso Pistoia: "Entrate lietamente o fanciulli - qui s'insegna non si tormenta - non faticherete per bugia o vanità - apprenderete l'utile per tutta la vita".
Molti dei suoi libri personali furono donati all'allievo Luciano Scarabelli, che a sua volta, insieme ad altri raccolti, li donò alla Biblioteca comunale di Caltanissetta "Luciano Scarabelli".